# Una canzone per ballare
Una canzone per ballare è un album di Fred Bongusto del 1991, pubblicato con l'etichetta Five Records.

## Tracce
1. Medley n.1 (Blue Moon, Strangers in the Night, Nun è peccato, Vivi la tua musica, Hey Baby)
2. Medley n.2 (Caramela de menta, Cielito lindo, Tequila “Gennaro”, La bamba, Comme facette mammeta)
3. Malaga
4. Medley n.3 (Unchained Melody, Reach Out I’ll Be There, Diana, Go Little Quenne)
5. Una canzone per ballare
6. Medley n.4 (Un lento, September Morn, Bellissima bruttissima, Night and Day, Frida)
7. Signora Amelia
8. L'amore mio sta cca'